# NGC 6234
NGC 6234 ist eine 14,4 mag helle elliptische Galaxie vom Hubble-Typ E0 im Sternbild Schlangenträger.
Sie wurde am 17. Juni 1863 von Albert Marth entdeckt.